# Чухманенко Іван Йосипович
Іван Йосипович Чухманенко (1886 — 1929, тепер Російська Федерація) — радянський діяч, залізничник, голова дорпрофсожу Південно-Західних залізниць. Член ВУЦВК.

## Життєпис
Народився в селянській родині. Освіта початкова, конторник, у профспілці залізничників з 1917 року. Був членом РСДРП (меншовиків).
У квітні 1917 року на установчому з'їзді Південно-Західних залізниць обраний товаришем голови Центрального виконавчого комітету профспілки робітників та службовців Південно-Західних залізниць, на 2-му дорожньому з'їзді обраний головою з'їзду і делегатом на Всеросійський установчий з'їзд профспілки залізничників. Активно працював у комісії з'їзду з питань продовольства і від комісії виступив з доповіддю на пленарному засіданні з'їзду, де Івана Чухманенка обрали членом Центрального виконавчого комітету (Викжеля). Був одним з найактивніших членів Викжеля, особливо під час подій жовтня — листопада 1917 року. На Надзвичайному Всеросійському з'їзді підтримав праву частину з'їзду і проголосував за передачу влади Установчим зборам. 
На початку 1918 року повернувся до Києва й активно працював над відновленням профспілки на Південно-Західних залізницях. На початку 1918 року увійшов до складу Тимчасового головного дорожнього комітету, а в квітні 1918 року на IV делегатському з'їзді обраний до складу головуючої колегії головного дорожнього комітету. З приходом гетьманської влади Павла Скоропадського працював у підпіллі, допомагав проведенню залізничного страйку.
Член РКП(б) з 1919 року.
У 1919 році — один із перших голів Київського районного дорожнього відділення профспілки робітників-залізничників (райпрофсожу). На ІV делегатському дорожньому з'їзді в грудні 1920 року Чухманенка обрали головою дорожнього відділення профспілки робітників-залізничників (дорпрофсожу) Південно-Західних залізниць, на цій посаді він працював до 1924 року.
У 1924 році переведений на Далекий Схід, де був обраний головою Дальбюро профспілки залізничників. У 1929 році перейшов на господарську роботу. Подальша доля невідома.